# Ogólnokrajowa Spółdzielnia Turystyczna Gromada
Ogólnokrajowa Spółdzielnia Turystyczna Gromada – przedsiębiorstwo działające na rynku turystycznym (hotele, restauracje, biura podróży). OST Gromada została założona w roku 1937. W 1990 była współzałożycielem Banku Turystyki.

## Charakterystyka
Aktualnie przedsiębiorstwo prowadzi:
- 9 hoteli,
- 2 ośrodki wypoczynkowe,
- 3 regionalne biura turystyczne własne,
- Biuro turystyczne w Berlinie,
- 5 biur licencyjnych,

## Hotele w Polsce

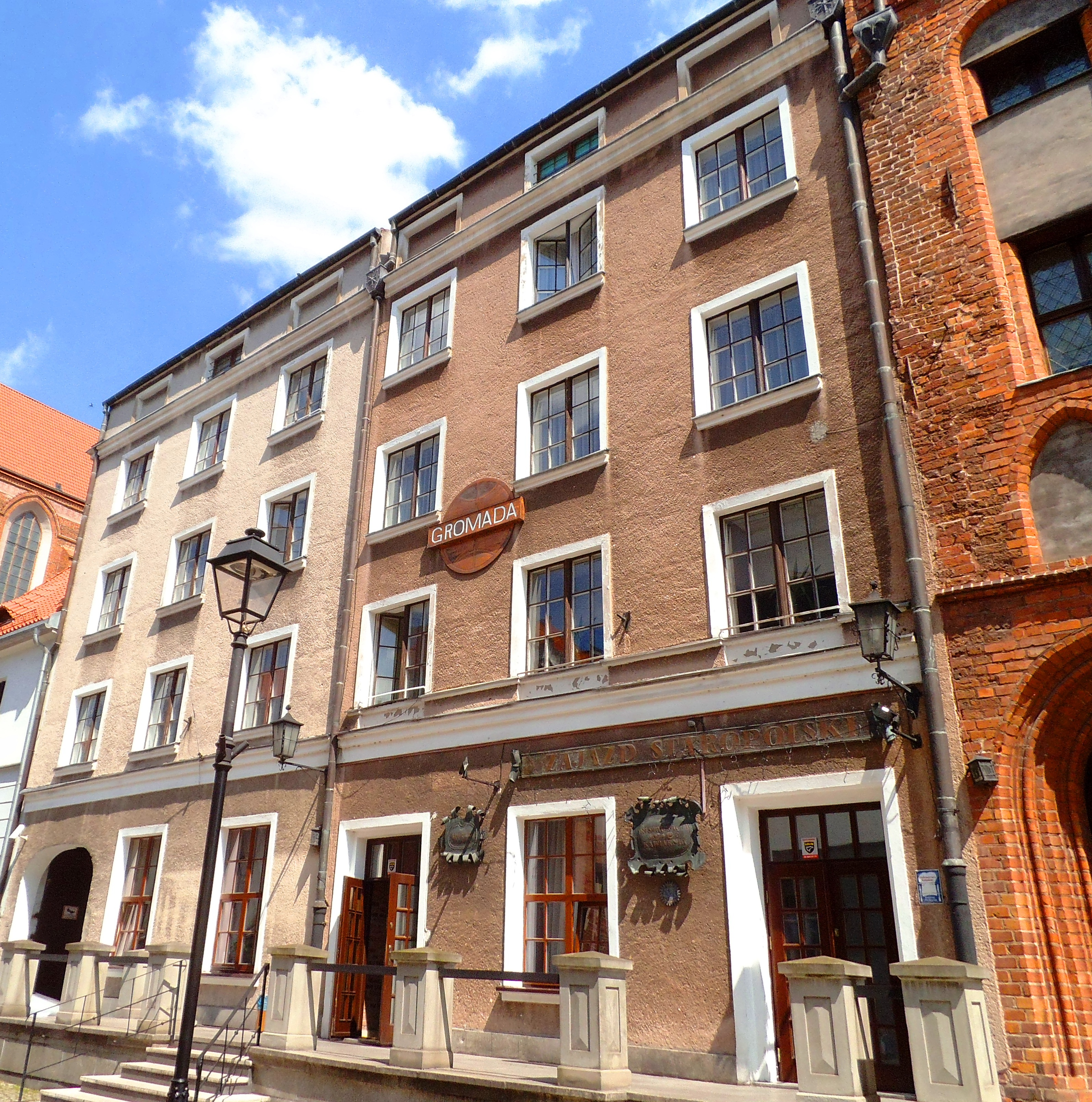
Hotel Gromada Toruń

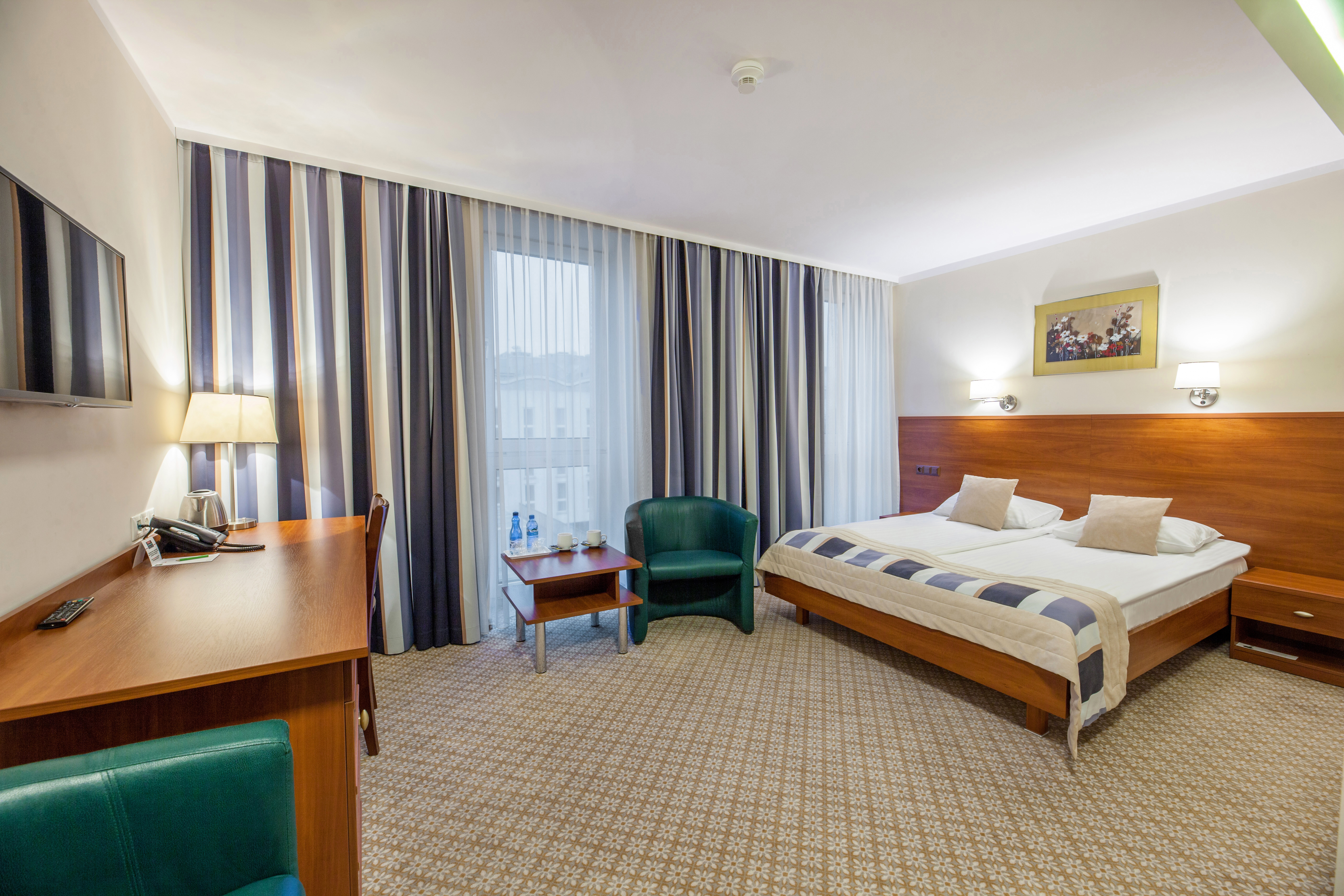
Hotel Gromada Warszawa

Obiekty hotelarskie GROMADA w Polsce:
- Hotel Gromada Warszawa Centrum ***/****
- Hotel Gromada Arka Koszalin ***/****
- Hotel Gromada Busko Zdrój ***
- Hotel Gromada Centrum Radom ***
- Hotel Gromada Piła **/***
- Hotel Gromada Poznań ***
- Hotel Gromada Łomża ***
- Hotel Gromada Toruń **
- Hotel Gromada Zakopane **
- OW Gromada Międzyzdroje
- OW Gromada Krynica Zdrój